# Gabriel Nigond
Gabriel Nigond, né le 24 février 1877 à Châteauroux et mort le 4 janvier 1937 à Saint-Maurice dans le département de la Seine, est un écrivain français.

## Biographie

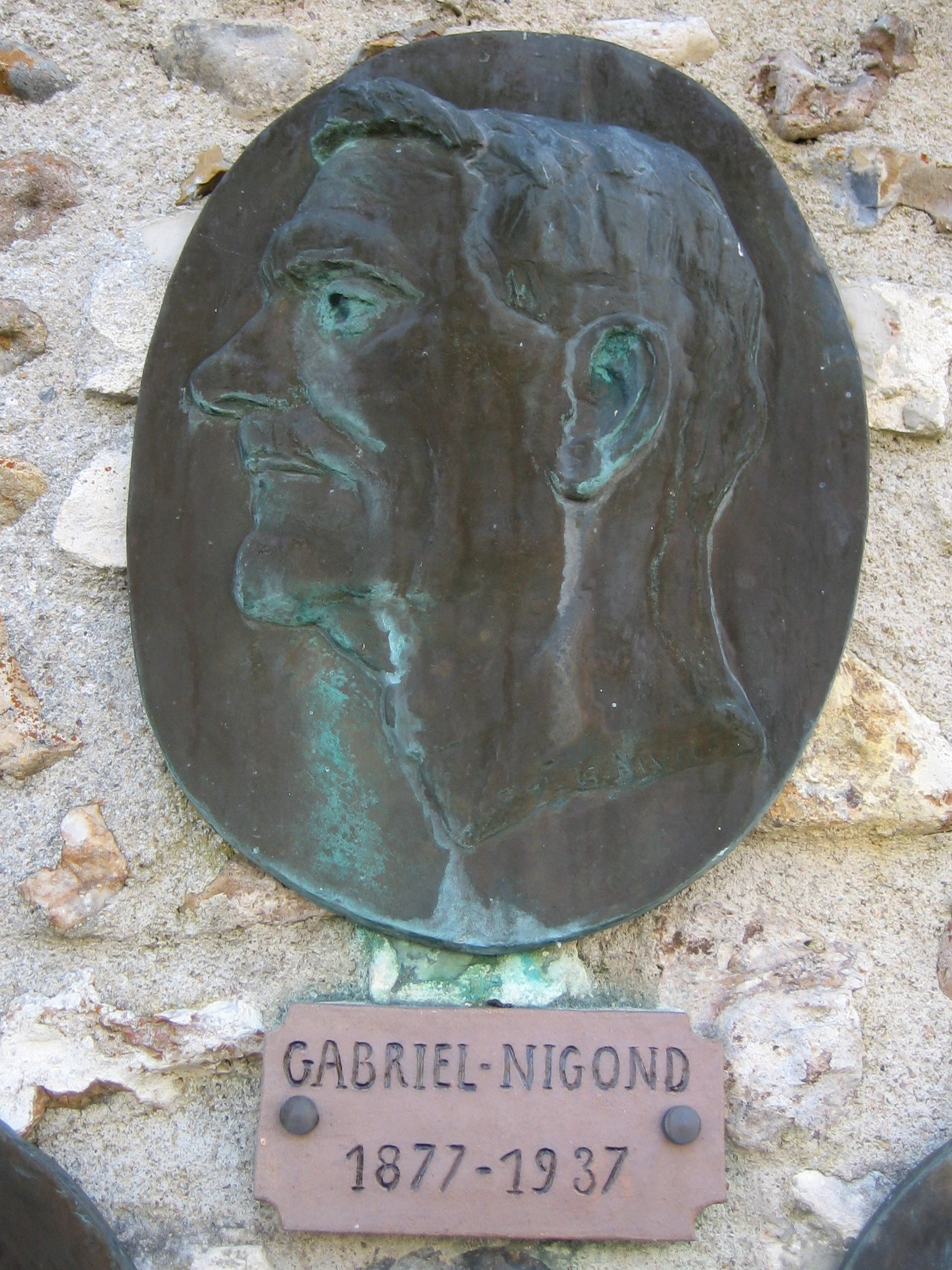
Médaillon à l'effigie de Gabriel Nigond sur l'église de Verneuil-sur-Igneraie.

Fils de Charles François Barnabé Nigond, un ingénieur des Ponts et Chaussées originaire de Joinville (Haute-Marne), il fait ses études au lycée de Châteauroux, puis au lycée Charlemagne à Paris. Mais il préfère taquiner la muse, et il n’a que 17 ans lorsque paraît son premier recueil de poésies. Il fréquente les cercles littéraires de Montparnasse et du Quartier Latin et rencontre Marcel Schwob, avec lequel il nouera une solide amitié.
À Châteauroux, il se produit au cabaret « Le Pierrot noir » et fait une tournée régionaliste avec Hugues Lapaire. Ses poèmes et monologues patoisants lui valent dès le début du siècle une juste réputation. Il est découvert par Séverine en septembre 1901, lors des journées George Sand qui se déroulent à La Châtre et à Nohant. La journaliste l’introduit au sein de la maison d’édition parisienne Stock.
En 1905, il reçoit le prix Archon-Despérouses.
À Paris, il se fait des relations et trouve un allié en la personne d’André Antoine. Celui-ci accepte de monter ses pièces qui obtiennent de beaux succès d’estime et Nigond se taille une réputation d’auteur dramatique de qualité. Il se lie également avec le peintre Fernand Maillaud qui illustrera plusieurs de ses œuvres. À partir de 1902, il rejoint souvent Fernand Maillaud, qui passe l'été à Verneuil-sur-Igneraie dans la villa des Épingués, où il accueille de nombreux écrivains et artistes.
Il a écrit 22 pièces de théâtre, dont 19 seront jouées à Paris. Il a aussi à son actif de nombreux romans. À la fin de sa vie, il s’installe près de Toulon, mais est atteint par une maladie qui s’aggrave durant l’été 1936. De retour à Paris, il s’éteint le 4 janvier 1937 à Saint-Maurice (département de la Seine).
Après sa mort, les amis du poète souhaitèrent lui rendre hommage en érigeant son buste monumental en bronze au Jardin public de Châteauroux : le sculpteur Ernest Nivet, qui avait exécuté de son vivant en 1933 une tête en plâtre du poète en fut chargé, L'inauguration eut lieu le 3 juillet 1938. Par la suite ce bronze fut fondu durant la seconde guerre mondiale en application de la mobilisation des métaux non ferreux et il n'a jamais été remplacé. Toutefois, un peu plus tard, le 24 août 1947, un médaillon en bronze du même sculpteur à l'effigie de Gabriel Nigond fut apposé sur le mur nord de l'église de Verneuil-sur-Igneraie au dessus de ceux de Fernand Maillaud et de l'abbé Emile Jacob.
Il est le demi-frère du peintre Paul Rue par sa mère, Françoise Duquesnoy, veuve en premières noces de Paul Théodore Rue.
Il est enterré auprès de son père à Joinville.

## Œuvres
Contes en patois
- Au pays de George Sand. Les Contes de la Limousine (Stock,1903)
- Nouveaux Contes de la Limousine (P. Ollendorff, 1907)
- Les Contes de la Limousine, illustré par Fernand Maillaud, bois de Georges Lemoine (P. Ollendorff, 1912)
- Le Livre de Thomas Gagnepain, soldat de la Grande Guerre (Ollendorff, 1919)
- La Sève et l'écorce. Derniers contes de la Limousine (H. Gaignault et fils, 1932)

Poèmes français
- Glanes (H. Jouve, 1894)
- Poésies (L. Vanier, 1896)
- Novembre (Stock, 1903)
- L'Ombre des pins (Stock, 1904)
- Memor (Ollendorff, 1908)

Romans et nouvelles
- Le Feu sous la cendre (Ollendorff, 1909)
- Gone (Ollendorff, 1920)
- Marie Montraudoigt (Plon,1928)

Théâtre
- Colette (1902)
- La Perdrix (1902)
- L'Horloge [en collab. avec Hugues Lapaire] (1902)
- Le cœur de Sylvie (1906)
- Le dieu Terme (1907)
- Les enfants à Bethléem [musique de Gabriel Pierné] (1907)
- Le baiser d'Aphrodite (1908)
- Dalila (1908)
- Bobine (1908)
- Keroubinos (1909)
- Mihien d'Avène (1909)
- La Demande [en collab. avec Hugues Lapaire] (1910)
- On ne badine pas avec l'amour [en collab. avec Louis Leloir] (1910)
- Mil huit cent douze (1910)
- Mademoiselle Molière [en collab. avec Louis Leloir] (1910)
- Perlot (1911)
- Monsieur de Preux (1911)
- Saint François d'Assise [musique de Gabriel Pierné] (1912)
- P'tites bleues (1912)
- L'honnête fille (1913)
- Sophie Arnould (1921)
- Calixte ou l'amoureuse sans le savoir (1922)
- La Nuit d'auberge (1929)